# Blas de Rosales
Blas de Rosales (1514 - 1574), fue un militar y político de origen español, partícipe de la conquista del Tucumán a mediados del siglo XVI, en el actual territorio de la República Argentina.

## Biografía
Llegó al Tucumán con Juan Núñez de Prado en 1549, a quien acompañó en las tres fundaciones de El Barco, donde fue regidor y alcalde y uno de sus más destacados soldados. Estuvo con Francisco de Aguirre cuando fundó Santiago del Estero en 1553 y fue allí regidor, oficial real de hacienda y alcalde en 1554.
En 1555 fue a Chile por socorros para la ciudad.
Asistió a la fundación de Córdoba en 1573 y fue alcalde de su primer cabildo. Recibió de Jerónimo Luis de Cabrera una encomienda en una zona de aborígenes rebeldes comechingones. Fue muerto por los indígenas en un alzamiento en las Cuevas de Ongamira en el año 1574.
A su muerte contaba con casi sesenta años y aunque era soltero, había procreado no menos de ocho hijos naturales, varios de ellos mestizos.